# 约翰·布朗的最后陈述

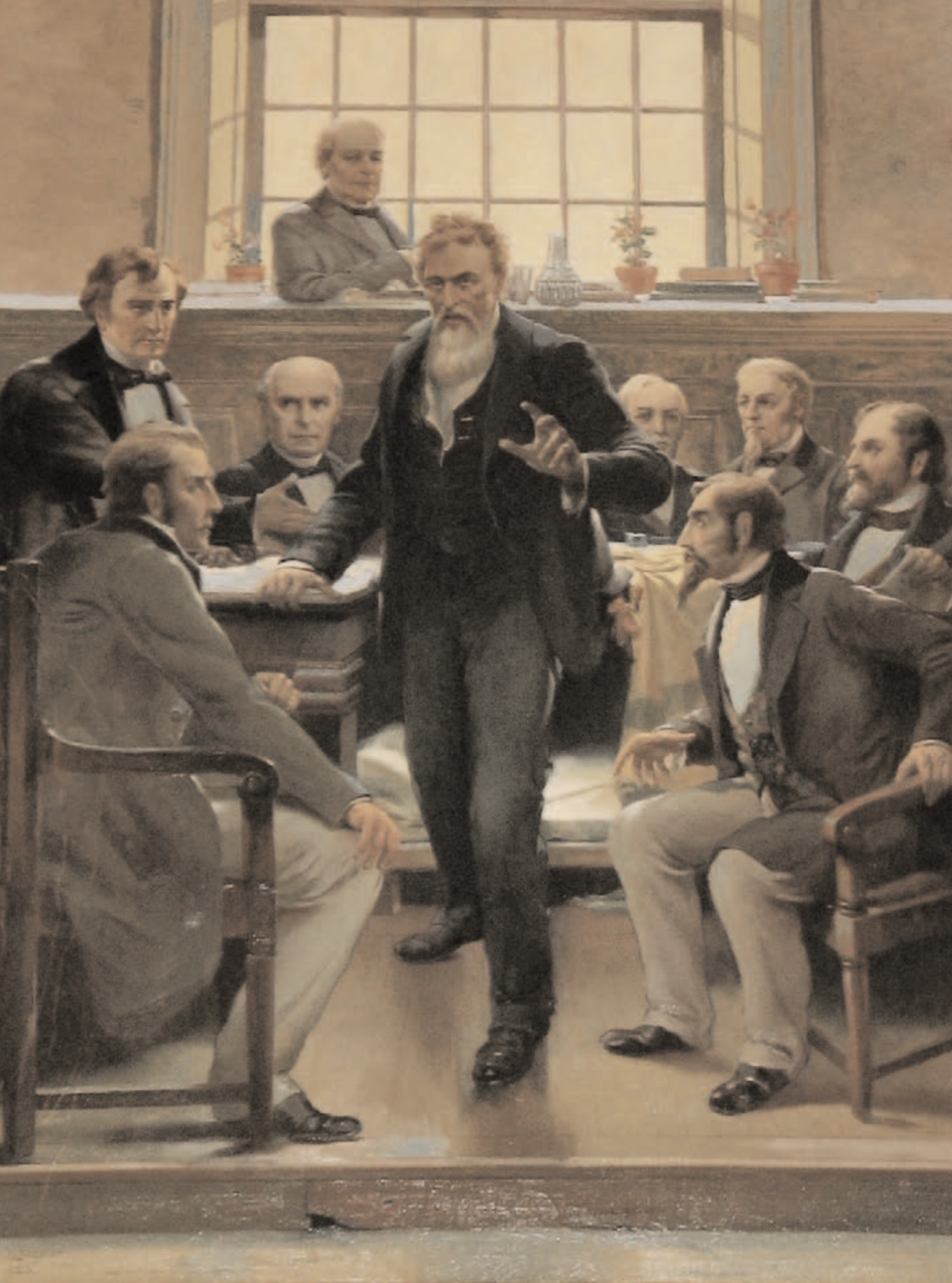
布朗从床上起身，扶着桌子向公众发表他的最后陈述。站在后面的是检察官安德鲁·亨特。"约翰·布朗在弗吉尼亚州查尔斯镇的审判"，大卫·C·利思戈绘，1923年。现藏于纽约州伊丽莎白镇埃塞克斯县法院

约翰·布朗的最后陈述发表于1859年11月2日，是这位美国废奴主义者在弗吉尼亚州查尔斯镇的法院被控与黑人密谋煽动暴乱、对弗吉尼亚的叛乱罪与谋杀罪并被定罪后所作的演说:340。文学家爱默生认为，在美国演说史上，只有《葛底斯堡演说》能与这篇演讲相提并论。
布朗按照他一贯习惯即席发言，未带讲稿，但显然已经深思熟虑，也预料到了这个机会的到来。演讲由报社派遣的速记员记录——这是报纸处理重要演讲的惯例——次日便登上了全国无数报纸的头版，包括《纽约时报》。美国反奴隶制协会随后预测，处决他将开启其殉道之路，而如果他被赦免，则会让废奴运动失去"大量推动力"。

## 内容
根据弗吉尼亚州的法庭程序要求，被认定有罪的被告应被询问是否有任何理由不应判处刑罚。书记员询问后，布朗立即起身，用清晰明确的声音说道：
请法庭允许，我想说几句话。
首先，除了我一直承认的——我有解放奴隶的计划——之外，我否认一切指控。我确实打算把这件事做得干净利落，就像我去年冬天所做的那样：当时我进入密苏里州，在双方都没有开一枪的情况下带走了奴隶，护送他们穿越各地，最终让他们在加拿大获得自由。我原本计划再次做同样的事情，只是规模更大。这就是我的全部意图。我从未打算谋杀、叛乱或破坏财产，也从未打算刺激或煽动奴隶叛乱，或制造暴动。
我还有一个异议：让我承受如此刑罚，是不公正的。即便我确曾如我所承认并已被证实那般挺身而出，若我所相助的是富人、有权者、知识精英或所谓的“伟人”，是他们的父母、兄弟、妻子儿女，或他们那一整阶层中任何一人，并为此付出我今日所付出的牺牲——这一切就会被认为是高尚无比；在座的诸位也定会将之视为应得的奖赏，而非应受的惩罚。
我想，这个法庭承认上帝律法的效力。我看到有人在此亲吻一本书——我想那是《圣经》，或至少是《新约》——而那教导我：“你们愿意人怎样待你们，也要怎样待人。”（《马太福音》7章12节）它还教导我：“要记念被捆绑的人，如同与他们一同受捆绑。”（《希伯来书》13章3节）我竭力按这些教诲行事。我想，我尚年轻，尚未学会相信上帝会偏待任何人。我相信，我所作所为，正如我始终坦然承认的那样，是为了那些被人鄙视的穷苦之人而出头——这不是罪，而是义。如今，若正义的实现被视为必须以我之性命为代价，将我的鲜血再度与我孩子的鲜血、与这个奴隶制国家中数以百万计、其权利遭受邪恶、残酷与不义法律践踏者的鲜血融为一体，那我愿顺服——就照此办理吧！
请允许我再说一句。
我对庭审中所受到的待遇完全满意。考虑到所有情况，审判比我所预期的更为宽厚。但我并无负罪感。从一开始我就说明了自己的意图，以及我所不曾意图之事。我从未想要任何人的性命，也无意叛乱，或煽动奴隶反叛，或发动大规模暴动。我从未鼓励任何人这么做，反而始终劝阻任何类似的念头。
我还想就一些与我同行者的说法谈一句。我听说有人称是我劝说他们加入，但事实恰恰相反。我说这并非要伤害他们，而是对他们的软弱感到遗憾。他们无一不是自愿加入，大多数人还自掏腰包。其中许多人我在他们来找我之前甚至从未谋面、从未交谈——而他们来，是为了我所言明的那个目的。

现在，我说完了。:340–342

## 法庭反应
布朗发言时，法庭内"完全安静"。根据弗吉尼亚州法律，死刑判决和执行之间必须间隔一个月，因此法官理查德·帕克随即判处布朗一个月后，即12月2日绞刑，并特别说明，为了起到警示作用，这次行刑将比往常更加公开。:244
死刑判决宣读后，法庭继续保持沉默。"有个无礼的家伙在法官椅后喊叫鼓掌，但马上被愤怒地制止了，那架势让他明白最好赶紧走人。":244"这种失礼行为很快被制止，市民们对此事的发生表示了极大遗憾。"

## 演说的出版

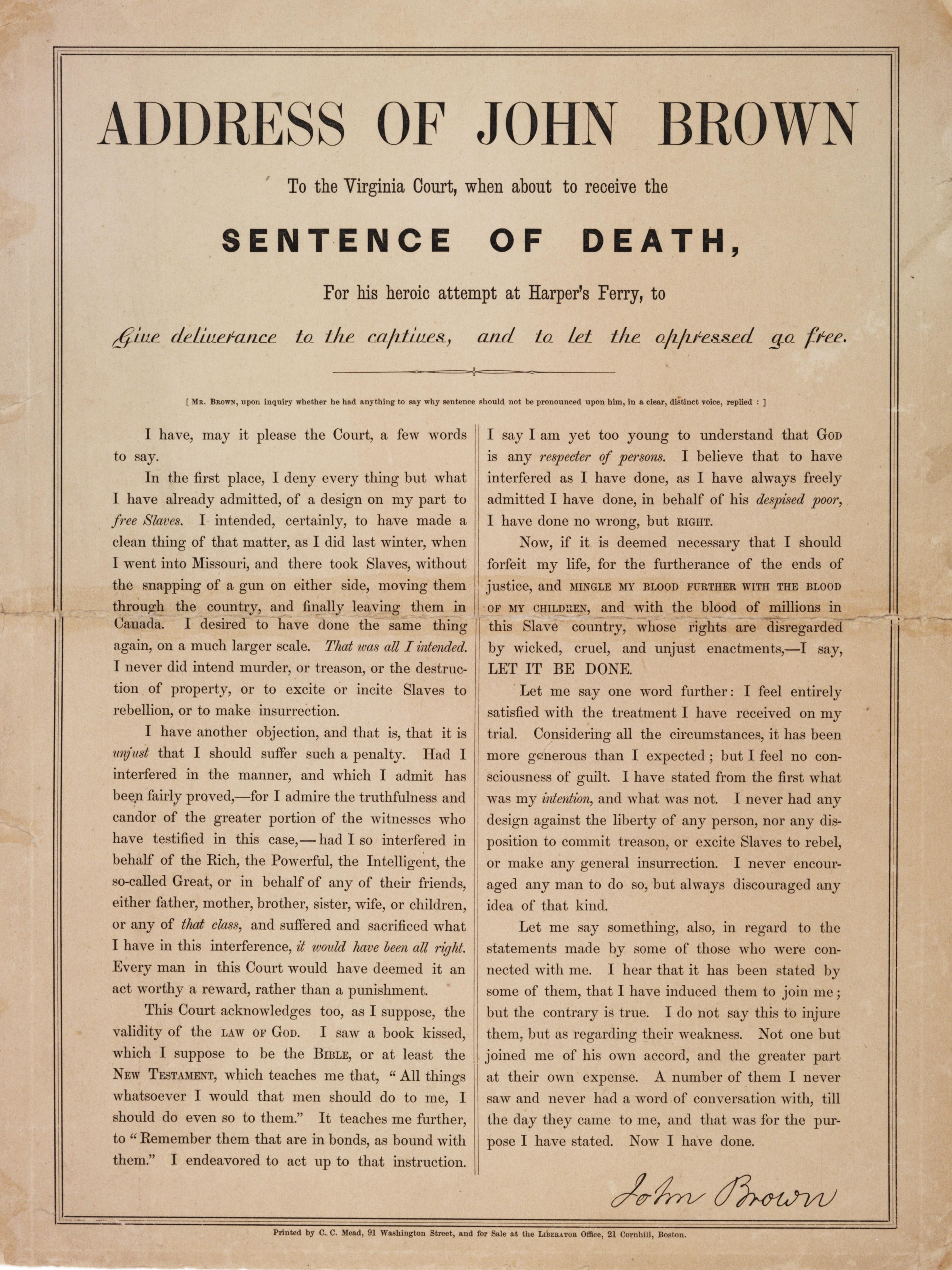
由威廉·劳埃德·加里森出版的约翰·布朗最后演说的海报。

布朗的审判吸引了多名记者报道。得益于当时新近发明的电报技术，记者们能即时发出新闻稿件。布朗的演说由美联社发布，并于次日（1859年11月3日）登上了《纽约时报》、《里士满快报》. Richmond Dispatch. November 4, 1859: 1.、《底特律自由新闻》、《密尔沃基每日前哨》等报纸的头版。在接下来的几天里，该演说全文陆续刊登于全美约50家报纸上。
威廉·劳埃德·加里森还将该演说以广幅印刷（Broadside）的形式制成海报，并在波士顿的《解放者报》社办公室出售。美国反奴隶制协会则将其与布朗书信节选一同编辑成小册子出版。该册封面题有《圣经·希伯来书》11章4节的诗句：“他虽然死了，却仍旧说话”，用以将布朗比作被该隐所杀的亚伯。Brown, John. . Anti-Slavery Tracts. No. 7. New Series. American Anti-Slavery Society. 1860.。